# When Doves Cry
«When Doves Cry» es una canción del músico estadounidense Prince, lanzado en mayo de 1984 como el primer sencillo de su sexto álbum de estudio Purple Rain.
"When Doves Cry" fue el primer sencillo número uno de Prince en el Billboard Hot 100, permaneciendo allí durante cinco semanas. También alcanzó el número uno en Australia y Canadá. LLegó al Top 10 en varios países como Bélgica, Finlandia, Irlanda, Nueva Zelanda, Noruega y Países Bajos. En el Reino Unido alcanzó el puesto 4 en la UK Singles Chart.
Está certificado Platino por la Recording Industry Association of America (RIAA). Ocupó el puesto número uno en el Billboard Year-End Hot 100 singles de 1984.
Tras la muerte de Prince, la canción volvió a entrar en la lista Billboard Hot 100 en el número ocho, su primera aparición en el top 10 desde la semana que terminó el 1 de septiembre de 1984. También alcanzó el puesto 2 en la Hot Rock Songs y el 5 en la lista Hot R&B/Hip-Hop Songs.

## Video musical
El video musical (dirigido por el propio Prince) fue lanzado por MTV en junio de 1984. Se inicia con unas palomas blancas que salen de detrás de una puerta que se abre para revelar a Prince desnudo en una bañera. También incluye escenas de la película Purple Rain intercaladas con momentos de la banda The Revolution actuando y bailando en una habitación blanca. La parte final del vídeo incorpora un marco de espejo en la mitad izquierda de la imagen, creando un efecto de duplicación. El video fue nominado a Mejor Coreografía en los MTV Video Music Awards de 1985.

## Lista de canciones
- sencillo 7" Warner Bros. / 29286-7 (Estados Unidos)[5]

1. "When Doves Cry" – 3:47
2. "17 Days (The rain will come down, then U will have 2 choose. If U believe, look 2 the dawn and U shall never lose.)" – 3:54

- maxi 12" Warner Bros. / W9286T (Reino Unido)[6]

1. "When Doves Cry" – 5:52
2. "17 Days (The rain will come down, then U will have 2 choose. If U believe, look 2 the dawn and U shall never lose.)" – 3:54

1. "1999" – 6:22
2. "D.M.S.R." – 8:05

## Posicionamiento en listas
| Lista (1984)                                  | Máxima posición |
| --------------------------------------------- | --------------- |
| Alemania (Offizielle Deutsche Charts)         | 16              |
| Australia (Kent Music Report)                 | 1               |
| Austria (Ö3 Austria Top 40)                   | 19              |
| Bélgica (Flandes) (Ultratop 50)               | 6               |
| Bélgica (VRT Top 30 Flanders)                 | 7               |
| Canadá (CHUM Chart)                           | 1               |
| Canadá (RPM Top Singles)                      | 1               |
| Canadá (The Record)                           | 1               |
| Estados Unidos Billboard Hot 100              | 1               |
| Estados Unidos (Billboard Hot Black Singles)  | 1               |
| Estados Unidos (Hot Dance Club Songs)         | 1               |
| Estados Unidos Cash Box                       | 1               |
| Finlandia (Official Finnish Charts)           | 4               |
| Francia (SNEP)                                | 32              |
| Irlanda (IRMA)                                | 2               |
| Nueva Zelanda (Recorded Music NZ)             | 2               |
| Noruega (VG-lista)                            | 10              |
| Países Bajos (Dutch Top 40)                   | 5               |
| Países Bajos (Mega Single Top 100)            | 6               |
| Sudáfrica (Springbok Radio)                   | 6               |
| Reino Unido (Official Charts Company)         | 4               |
| Suecia (Sverigetopplistan)                    | 18              |
| Suiza (Schweizer Hitparade)                   | 17              |
| Lista (2016)                                  | Máxima posición |
| Australia (ARIA)                              | 11              |
| Austria (Ö3 Austria Top 40)                   | 59              |
| Bélgica(Back Catalogue Singles Flanders)      | 2               |
| Canadá (Canadian Hot 100)                     | 29              |
| Escocia (Scottish Singles Sales Chart)        | 10              |
| España (Top 100 Canciones)                    | 35              |
| Estados Unidos (Billboard Hot 100)            | 8               |
| Estados Unidos (Hot R&B/Hip-Hop Songs)        | 5               |
| Estados Unidos (Hot Rock & Alternative Songs) | 2               |
| Francia (SNEP)                                | 11              |
| Irlanda (IRMA)                                | 69              |
| Nueva Zelanda (Recorded Music NZ)             | 35              |
| Reino Unido (UK Singles Chart)                | 26              |
| Suiza (Schweizer Hitparade)                   | 34              |

## Versión de Ginuwine
Una versión realizada por el cantante de R&B Ginuwine fue producida por el rapero y productor estadounidense Timbaland en 1996 para su álbum The Bachelor, el cover de Ginuwine utiliza efectos de sonido de palomas reales en la textura de su pista de música instrumental inspirada en la selva.

### Posicionamiento en listas
| Listas (1997)                               | Máxima posición |
| ------------------------------------------- | --------------- |
| Alemania (Offizielle Deutsche Charts)       | 15              |
| Bélgica (Flandes) (Ultratip Bubbling Under) | 16              |
| Estados Unidos (Billboard Rhythmic Top 40)  | 16              |
| Nueva Zelanda (Recorded Music NZ)           | 7               |
| Países Bajos (Dutch Top 40)                 | 15              |
| Reino Unido (UK Singles Chart)              | 10              |
| Suiza (Schweizer Hitparade)                 | 24              |
| Suecia (Sverigetopplistan)                  | 42              |

## Otras versiones
- En 1984 se lanzaron tres versiones de rap de "When Doves Cry" en un sencillo llamado "When Doves Cry Rapp".
- En 1994 el grupo The Flying Pickets incluyó una versión en su álbum The Original Flying Pickets: Volume 1.
- En 1996 el actor y cantante estadounidense Quindon Tarver interpretó la canción para banda sonora de Romeo + Julieta de William Shakespearem, Music from the Motion Picture, Volume 2, que se convirtió en un éxito en Australia.
- En 2002 Patti Smith hizo una versión de "When Doves Cry" en su álbum recopilatorio, Land (1975–2002).
- En 2002 la banda de rock serbia Night Shift versionó la canción en su álbum debut Undercovers.
- En 2005 el grupo canadiense The Pursuit of Happiness interpretó "When Doves Cry" en su compilación de grandes éxitos When We Ruled: The Best of The Pursuit of Happiness.
- En 2006 la banda canadiense The Be Good Tanyas interpretó "When Doves Cry" en su álbum Hello Love.
- En 2007 la banda británica Razorlight grabó una versión como lado B de su sencillo "I Can't Stop This Feeling I've Got".
- En 2008 la cantante canadiense Kristy Thirsk incluyó una versión de la canción en su EP Under Cover EP.
- En 2009 una versión de The Twilight Singers fue incluida en la compilación tributo Purplish Rain.
- En 2011 Alex Clare grabó una versión para su álbum debut The Lateness of the Hour.